# Liste de phénomènes Internet
 (janvier 2024).
- Si vous ne connaissez pas le sujet, laissez ce bandeau (vous pouvez alors contacter les auteurs).
- Si vous supprimez le contenu mis en cause (vous pouvez préalablement contacter les auteurs),

argumentez précisément cette suppression dans la page de discussion
(un manque de référence n'est pas un argument ; une recherche réelle de référence doit avoir été effectuée, être formellement documentée).

Exemple de mème internet commun associé à Wikipédia.
Traduction : Allez sur Wikipédia pour vérifier un seul fait ; réalisez 3 heures plus tard que vous savez tout sur l'Union soviétique.

Un phénomène Internet est un événement très populaire sur le web (Internet), qui l'est souvent devenu de façon très rapide (on parle de phénomène viral) par diffusion via un équivalent télématique du bouche à oreille.
La rapidité des télécommunications modernes permettent un emballement auto-entretenu des mèmes à l'échelle d'un pays, voire du monde entier, qualifié génériquement par les médias de buzz.
Ces phénomènes, les mèmes, peuvent être entre autres des chansons, des images, des vidéos insolites. Ils sont souvent popularisés en premier lieu par des sites communautaires particulièrement actifs.
Cette liste de phénomènes Internet ne saurait être exhaustive, du fait qu'il existe une quantité quasi infinie de mèmes. Il n’y a pas de convention universelle pour déterminer si tel ou tel phénomène peut être considéré comme un mème, la validation de l'appellation mème sur Internet se faisant souvent par une justification collective. Le site internet Know Your Meme référence les mèmes et leur associe des « labels » selon leur popularité et leur contexte général d'utilisation.

## Personnes

### Personnalités déjà célèbres avant l'apparition d'un mème à leur sujet
Des personnes célèbres dans différents domaines (cinéma, musique, sport...) ont focalisé l'attention, plus ou moins longuement, parfois bien au-delà de la communauté d'amateurs de leur discipline de prédilection, à la suite de frasques ou de déclarations, et généré ainsi des phénomènes d'emballement sur Internet.
- Christian Bale a fait l'objet de multiples vidéos parodiques reprenant une tirade colérique sur le tournage de Terminator: Salvation[1] dont un enregistrement a fuité. Son interprétation de Patrick Bateman dans le thriller comique American Psycho a aussi été notable, par le nombre de scènes et répliques cultes qu'elle a pu engendrer depuis sa sortie (le monologue d'introduction où Patrick décrit avec pointillisme sa routine de soins matinale, la scène où il aborde son collègue Paul Allen -interprété par Jared Leto - pour lui parler de son amour pour le groupe de rock Huey Lewis and the News avant de l'abattre avec une hache, celle où il marche stoïquement avec son casque sur les oreilles, etc.).
- El Risitas : de son vrai nom Juan Julian Borja, comique espagnol ayant été sujet de nombreuses parodies suscitées par la vidéo de son intervention dans l'émission espagnole Ratones Coloraos de Jesús Quintero[2]. Plusieurs stickers à l'effigie du comédien ont fait leur apparition sur le forum français de Jeuxvideo.com et ont depuis été utilisés massivement dans les échanges, au point d'en devenir un signe de ralliement. Florian Philippot, alors vice-président du Front national, est apparu dans une vidéo pour la campagne présidentielle 2017 avec une tasse portant un tel sticker, envoyant ainsi un clin d'œil discret au forum, sur lequel ont régulièrement lieu des débats politiques[3],[4]. Des membres du forum ont organisé de nombreuses modifications cartographiques[Quoi ?] sur la ville d'Issou en banlieue parisienne, à cause de la prononciation d'El Risitas du nom « Jesús » déformé en « Issou ».
- David Castello-Lopes : journaliste humoristique français, il perce sur TikTok avec sa chanson parodique Je possède des Thunes[5].
- L'acteur Jean-Claude Van Damme a fait l'objet de nombreuses moqueries au début des années 2000 pour ses déclarations jugées extravagantes et involontairement comiques lors d'entretiens télévisés ou radiophoniques, en particulier une tirade dans laquelle il explique le concept d'awareness (être aware c'est être « à l'attention de savoir [qu'on] existe », avoir conscience de ses capacités, pour visualiser ses rêves et les réaliser) ; le phénomène a été évoqué dans le film semi-fictif J.C.V.D. réalisé par Mabrouk El Mechri et sorti en 2008[6]. Il a de nouveau déclenché un buzz fin 2013, cette fois de façon intentionnelle, et suscitant a contrario des commentaires unanimement élogieux, pour un film publicitaire particulièrement remarqué dans lequel – alors âgé de 53 ans – il exécute un grand écart facial entre deux camions Volvo s'éloignant progressivement l'un de l'autre[7], la cascade – réalisée avec filets de sécurité mais sans trucage – étant censée démontrer la précision du mécanisme de direction[8]. La vidéo a généré plus de 11 millions de vues en trois jours[9], et bien davantage par la suite ; plusieurs autres publicités ont été réalisées dans la même série, avec un concept similaire et d'autres acteurs, sans connaître le même succès. Une parodie montre Chuck Norris exécutant un grand écart facial entre deux avions[10].
- Marion Cotillard a fait l'objet de nombreuses parodies faisant référence à sa façon de jouer la mort de son personnage dans le film The Dark Knight Rises de Christopher Nolan, jugée peu crédible (Dying like Marion Cotillard)[11].
- RKO! : nom de la prise de finition du catcheur américain Randy Orton, qui est un cutter. Il est devenu un phénomène Internet, souvent utilisé dans des courtes vidéos diffusées sur Vine, dans lesquelles Randy Orton est rajouté à l'aide d'un montage, sur des vidéos où des gens ou des objets chutent, et inflige un RKO à la personne ou l'objet tombé[12].
- Chuck Norris était considéré à l'époque de la décennie 2000, comme la plus grande personne d'internet, grâce aux Chuck Norris Facts, des séries de blagues en rapport au rôle qu'il jouait dans des nanars à petit budget le montrant comme imbattable tel un Gary Stu. Ces blagues se présentent en aphorismes humoristiques d'écrivant le personnage comme surpuissant proche de Dieu, avec des paradoxes et de l'absurdité comme « Quand Chuck Norris fait des pompes, il n’étend pas son corps vers le haut, il repousse la Terre vers le bas », ou « Depuis le 11 septembre 2001, Chuck Norris ne lance plus d'avions en papier ».
- Le mème des moufles de Bernie Sanders a pour origine une photo du sénateur américain, Bernie Sanders, lors de la cérémonie d'investiture le 20 janvier 2021 du président américain Joe Biden où il est convié, objet d'un mème sur Twitter. En effet, sur cette image, on peut apercevoir l'homme politique assis dans le froid avec un masque sur le visage, les jambes croisées, portant de grosses moufles à motif, et ayant l'air dépressif. L'image est rapidement détournée par les internautes sur le hashtag #PosetonBernie en l'ajoutant à d'autres images de films où de séries tels que Ghost ou Game of thrones[13],[14].
- Arnold Schwarzenegger a généré de nombreux mèmes, tant pour ses répliques au cinéma[15] (I'll be back / « Je reviendrai », Get to da choppa! / « Cours à l'hélico ! », It's nat a tumor! / « Ce n'est pas une tumeur! ») que pour son fort accent autrichien (parodié notamment par Mad TV, repris sur YTMND[16]), ou encore ses premiers rôles à l'interprétation passablement maladroite (comme son apparition dans la série Les Rues de San Francisco[17] ou le film Hercule à New York).
- Donald Trump : le 45e président des États-Unis a suscité de très nombreuses railleries sur Internet, motivées par ses remarques et sa personnalité outrancières ou ses expressions faciales marquées, considérées à la fois comme ridicules ou amusantes. La quantité jugée extravagante des mèmes qui lui sont associés, directement ou indirectement, a conduit la communauté des internautes à le qualifier de premier « président mème » (notamment sur des sites comme 4chan, 9gag, Reddit ou 8kun)[18], signifiant que son élection même ne serait qu'une blague de mauvais goût afin de faire « rager les gauchistes ». Ses prédécesseurs Bill Clinton, George W. Bush et Barack Obama ont également fait l'objet de nombreux mèmes.

### Personnes s'étant fait connaître du grand public à l'occasion d'un mème
D'autres personnes ont acquis une célébrité auprès du grand public via Internet, souvent à la suite de la diffusion, à leur insu, d'une vidéo les montrant dans une situation embarrassante ou impressionnante, ou bien de la diffusion volontaire d'une prestation ridiculisée ou au contraire encensée par les internautes.
- Desmond Amofah, plus connu sous le nom de Etika, était un streameur new-yorkais s'étant fait remarquer à partir de 2016 pour ses réactions disproportionnées et euphoriques lors de l'annonce de nouveaux personnages jouables pour le jeu-vidéo Super Smash Bros. for Nintendo 3DS / for Wii U, en particulier avec l'arrivée de Mewtwo. Après une multitude de controverses à partir de fin 2018 où il se montrait agressif et insultant sur les réseaux sociaux, puis une disparition à la suite d'une vidéo postée début juin 2019 où il annonçait qu'il allait « bientôt mourir », le corps de Desmond Amofah a été retrouvé par le NYPD à proximité du Manhattan Bridge, le 19 juin. Sa mort inattendue par suicide, à l'âge de 29 ans, a ému la communauté Twitch et Nintendo, desquelles il était l'un des membres les plus éminents. Depuis, plusieurs hommages lui ont été rendus (fresques, cagnottes virtuelles, prévention contre les troubles mentaux et la dépression...)[19],[20],[21].
- Numa Numa Guy : un jeune homme nord-américain du nom de Gary Brolsma chantant en lipsync sur la chanson Dragostea Din Tei du groupe O-Zone[22], de façon à la fois exubérante et très appliquée, avec des expressions faciales insolites.
- Epic Beard Guy[23] : dans un bus, un homme barbu âgé de 67 ans du nom de Thomas Bruso donne une correction à un jeune homme noir habillé façon gangsta rap qui lui avait manqué de respect. Mentionné sur le site TVTropes (qui à l'origine répertoriait les procédés narratifs récurrents utilisés à la télévision ou au cinéma, puis s'est étendu en incluant toutes sortes de motifs récurrents dans des domaines très divers, aussi bien dans des œuvres artistiques que dans le monde réel) comme exemple de « Badass Grandpa »[24].
- Goddess Bunny : de son vrai nom Sandra Crisp (née Johnnie Baima), actrice transgenre américaine atteinte de poliomyélite lui donnant une apparence atypique, notamment dans son film autobiographique The Goddess Bunny, qui a fait l'objet de plusieurs vidéos satiriques[25].
- Charlie Bit My Finger : filmée en 2007 en Angleterre, cette courte vidéo montre la réaction d'un jeune enfant anglais (Harry Davies-Carr, alors âgé de 3 ans) se faisant mordre un doigt par son petit frère Charlie (1 an). La vidéo fut durant quelques mois la vidéo comptant le plus de vues au monde, et a donné lieu à de nombreuses parodies[26],[27].
- Antoine Dodson (en) : jeune homme afro-américain habitant en Alabama qui réagit en 2010 dans un reportage télévisé sur une affaire d'intrusion d'un violeur dans des appartements du quartier. Son intervention à la fois vigoureuse et maniérée a fait l'objet de multiples reprises et autres détournements musicaux[28].
- Sylvain Durif, un gourou français résidant dans la commune de Bugarach, s'est rendu populaire par ses nombreuses déclarations sur des phénomènes paranormaux qu'il aurait vécus, relayées et moquées par le vidéaste Antoine Daniel. Il déclare notamment avoir été enlevé à l'âge de 5 ans à bord d'un vaisseau de la Vierge Marie. Il se déclare en 2017 candidat à l'élection présidentielle en France. Sylvain Durif est aussi connu sous d'autres titres honorifiques qu'il s'est lui-même attribué : « l'Homme Vert », « Merlin l'enchanteur », « le Christ Cosmique »...
- Salt Bae : surnom donné par ses fans à Nusret Gökçe, un boucher turc propriétaire de la chaîne de restaurants Nusr-Et Steakhouse, se mettant en scène sur les réseaux sociaux dans le cadre de son activité et qui fait un buzz début 2017 alors qu'il est en train de saler la viande. Une photo de lui-même en action est reprise, parodiée ou détournée à de nombreuses reprises. Son Instagram compte plus de 16 millions d'abonnés[29],[30],[31],[32],[33].
- Afro Ninja : une courte vidéo montrant un cascadeur professionnel afro-américain, Mark Hicks, qui effectue par malchance un salto loupé avec un nunchaku et s'écrase par terre, avant de se relever avec douleur et de tomber dans le décor tout en se faisant fouetter par son arme. La vidéo a été filmée en 2004 lors d'un casting pour une apparition dans une publicité de chaussures Nike Air Force One (le modèle étant nommé Low Chamber of Fear et signé Lebron James[34],[35],[36]). Bien que Mark Hicks ait finalement été choisi pour la publicité, la vidéo a fuité sur Internet contre son gré et a fait le buzz aux États-Unis. Une campagne de promotion pour le jeu vidéo de combat Tekken 5 a même utilisé les archives du casting pour la publicité Nike Air Force One, montrant Hicks et d'autres acteurs en train de rater leurs cascades.[réf. nécessaire]
- Angry German Kid : un jeune allemand veut jouer à Unreal Tournament mais comme la partie en réseau multijoueur ne démarre pas assez vite, il devient violent sous le coup de l'impatience et casse son clavier. De nombreuses parodies ont été faites[37].
- David Lopez : Gitan français connu pour sa rivalité avec Joe Lopez et de ses jurons en mort : mange tes morts, calotte de ses morts et sang de ses morts. Ses vidéos ont eu un succès national grâce à la vidéo Clash des gitans de Cyprien[38].
- Eddy Malou : Un homme congolais, filmé dans le cadre d'une interview locale pour récolter l'avis des citoyens sur la législation des rollers en public, qui s'était prétendu être le plus grand savant de son pays, et débite des mots pseudo-scientifiques compliqués de manière assez aléatoire et absurde (« Nucléarité des sports », « Imposer la force vers Lovanium », « [Il faut que] nous ayons la congolexicomatisation des lois du marché », etc.)[39],[40]. L'interview a fait le buzz après que le vidéaste français Antoine Daniel l'a reprise dans l'un des épisodes de son émission What The Cut!?.
- Lasier Martins (pt) : durant une vidéo, on peut voir le journaliste brésilien recevoir une décharge électrique en saisissant des raisins à un festival du vin à Caxias do Sul au Brésil. L'incident s'est produit en 2000 lors d'une retransmission en direct de Jornal do Almoço, une émission d'informations d'une télévision régionale[41].
- Le Violongay : Eric Richer est un québécois qui parle dans une vidéo à des mannequins portant une coupe mulet, lui racontant ses fantasmes à propos des violoneux[42].
- Tukabel : slogan signifiant « câble » prononcé par une habitante slovaque, Helena Červeňáková, lors d'un reportage de TV JOJ en 2014[43]. La vidéo fait le buzz et est remixée par des musiciens publiant leurs morceaux sur YouTube. Elle s'exprimait à propos d'un différend sur la distribution de l'électricité avec d'autres habitants. Elle a exprimé avoir mal vécu la transformation de son témoignage en mème[44].
- Chuck Testa (en) : une publicité réalisée en 2011 par le duo américain comique Rhett & Link pour une entreprise californienne de taxidermie. Le côté volontairement kitsch de la pub, associé à la remarque absurde du taxidermiste Chuck Testa, lorsque des acteurs pensent que des animaux empaillés vont les attaquer en personne ou se comportent comme des êtres humains normaux (Nope, these animals ain't true, it's just Chuck Testa.), a permis de créer un buzz sur Internet[45].
- Star Wars Kid : un adolescent québécois, Ghyslain Raza, qui doit sa célébrité involontaire à une vidéo (enregistrée en novembre 2002 par lui-même mais diffusée l'année suivante sur Internet à son insu) le montrant en train d'imiter avec difficulté Dark Maul dans une scène du film Star Wars, épisode I : La Menace fantôme, avec un ramasse-balles en guise de sabre-laser. La vidéo a été massivement partagée (au moins 900 millions de vues) et est considérée comme la plus populaire de toutes les vidéos virales[46].
- Paul Vasquez : habitant dans le Parc national de Yosemite, il se fait connaître pour son exaltation devant un double arc-en-ciel. Sa vidéo nommée Double Rainbow est rendue populaire grâce à un tweet de Jimmy Kimmel.
- Tay Zonday : vidéaste et chanteur afro-américain connu pour sa chanson anti-racisme Chocolate Rain, restée pendant un certain moment l'une des vidéos les plus regardées sur YouTube et atteignant en 2024 plus de 130 millions de vues[47].
- Adrien, 8 ans, a un immense succès grâce à une vidéo dans laquelle il fait la blague suivante : « Qu'est-ce qui est jaune et qui attend ? Jonathan ! ». Partagée en masse et parodiée par de multiples célébrités (Jean Lassalle, par exemple), il s'agit de la deuxième vidéo la plus regardée de l'année 2017 sur YouTube en France[48].

## Animaux

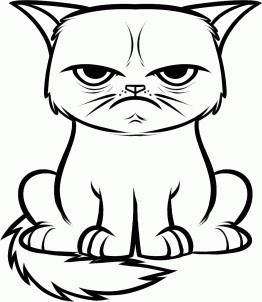
Illustration du mème internet associé à Grumpy Cat.

- La marmotte psychopathe (en) : une marmotte filmée de dos et en gros plan qui se retourne brusquement pour fixer la caméra, sur un thème musical angoissant tiré du film Frankenstein Junior[49],[50]. La scène originale est extraite d'une séquence animée par les chanteuses du groupe Mini Moni, dans l'émission de TV japonaise Hello! Morning des Morning Musume. Elle a fait l'objet de nombreuses reprises et variations par des amateurs, faisant incarner des rôles célèbres à l'animal.
- Surprised Kitty : le surnom d'un chaton qui fait une mimique de surprise quand on cesse de le caresser[51].
- The Sneezing Baby Panda : le surnom d'un bébé panda qui éternue, faisant peur à sa mère juste à côté[52]. Une interview de Hillary Clinton a été interrompue pour lui montrer cette vidéo[53].
- Keyboard Cat : le surnom d'un chat (nommé « Fatso ») vêtu d'un t-shirt bleu et qui joue un rythme simple sur un piano[54]. Le propriétaire du chat avait mis sa main dans le t-shirt et jouait à sa place[55]. Warner Bros. a été attaqué en justice pour avoir exploité la vidéo, qui est une œuvre protégée[56],[57],[58],[59].
- Maru : le nom d'un chat Scottish fold japonais un peu enrobé qui aime s'introduire, la tête ou le corps, dans des emballages en carton, ce qui donne des séquences comiques[60],[61].
- Badger Badger Badger : l'animation en boucle d'un blaireau faisant des flexions[62],[63].
- Nyan Cat : le surnom d'une séquence d'animation dans laquelle un chat gris, dont le corps est recouvert d'une tartine enrobée d'un glaçage rosé, vole dans l'espace[64] suivi d'un arc-en-ciel, le tout sur une musique enfantine jouée en boucle[65]. La compagnie Warner Bros. a été attaquée en justice pour avoir exploité la vidéo, qui est une œuvre protégée[56],[57],[58],[59].
- Grumpy Cat : le surnom d'une chatte à l'expression faciale naturellement maussade[66].
- Doge : un mème basé sur des photographies de chiens de la race shiba, avec au premier plan des incrustations de phrases courtes à visée humoristique, affichées en police Comic Sans MS et de toutes les couleurs[67],[68],[69].
- Harambe : le nom d'un gorille tué par balle dans un zoo américain, alors qu'il se trouvait trop proche d'un enfant. À la suite de sa mort, des réactions controversées sont apparues incluant celles d'hommes politiques[70],[71]. D'un autre côté, des internautes ont décidé de s'amuser en faisant des plaisanteries notables comme « Dicks out for Harambe » ou bien « Bush did Harambe ». Le compte Twitter du zoo en question a été supprimé par la suite, à cause du harcèlement généré par les mèmes diffusés de façon ininterrompue[72].
- Gabe the dog : une série de YouTube Poop qui se caractérise par divers morceaux de musique ajoutés à des images d'un chien de race esquimau américain nommé Gabe[73].
- Wednesday Frog : une photo de grenouille Lepidobatrachus laevis accompagnée du texte « It Is Wednesday My Dudes » (en français, « C'est mercredi les gars ») et, dans certaines vidéos associées[74], d'un cri angoissé. L'image est apparue pour la première fois sur Tumblr avant d'être reprise chaque mercredi par plusieurs membres de différents réseaux sociaux, notamment pour signifier le milieu de semaine, et donc le temps qu'il reste avant d'arriver enfin au week-end[75].
- Serge le lama : le surnom d'un lama volé dans un cirque et promené dans le tramway bordelais par un individu[76].
- Paul le poulpe : une pieuvre commune mâle, maintenue en captivité à l’aquarium Sea Life d’Oberhausen en Allemagne. Paul est renommé pour le spectacle de ses prédictions du résultat des matchs de l’équipe d'Allemagne de football ; sur 14 de ses prédictions au total, 12 se sont révélées exactes.
- Curious Zelda : le surnom d'un chat connu en raison de son expression de surprise.
- Thurston Waffles : le surnom d'un chat connu pour ses miaulements face à son maître, donnant un effet comique ou attendrissant[77].

## Challenges

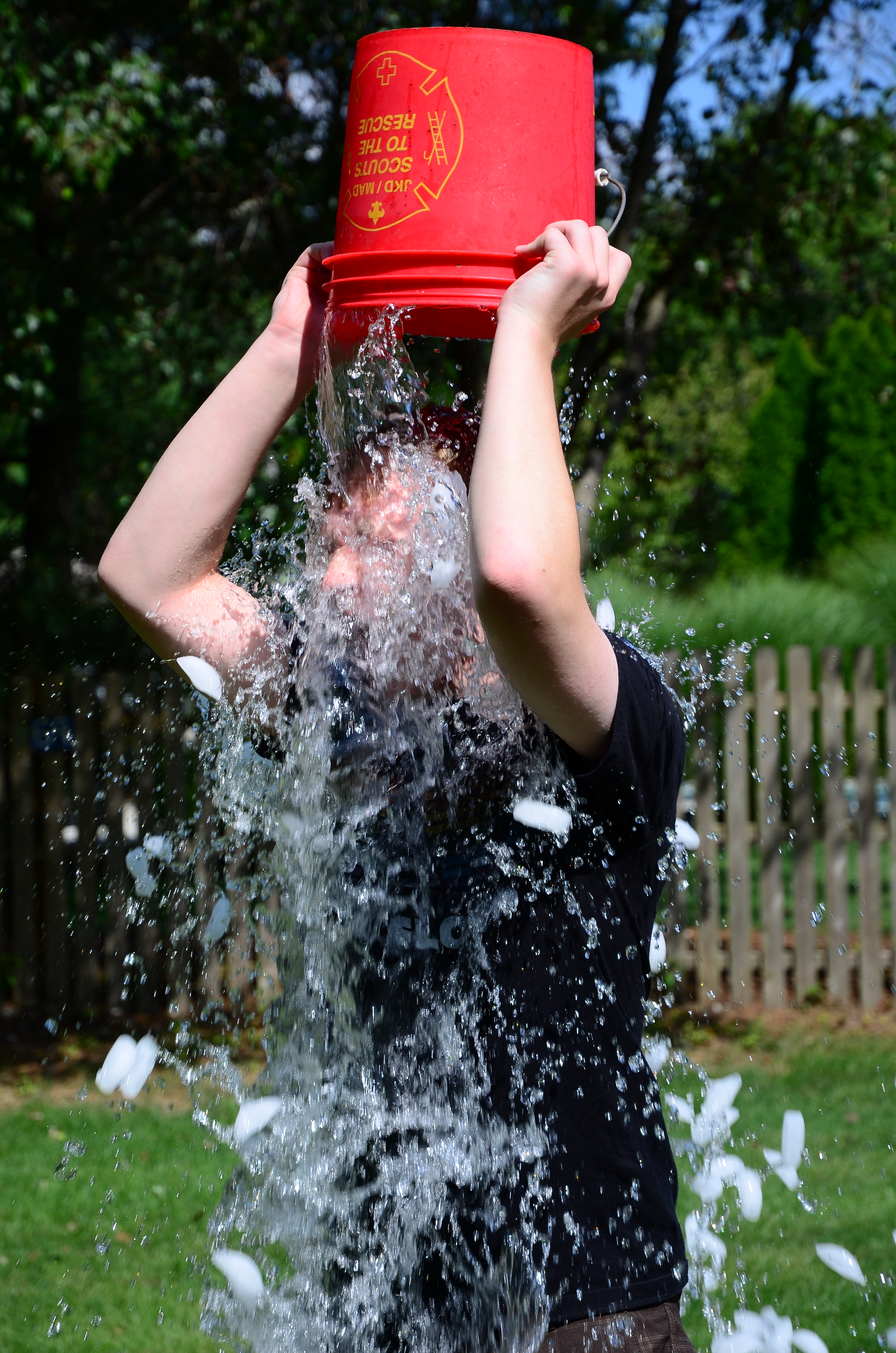
Une personne effectuant un Ice Bucket Challenge.

Les « challenges » (en français : « défis ») présentent des personnes, connues sur Internet ou non, filmées en train de relever un défi. Ils sont par la suite diffusés sur les réseaux sociaux, en s'inspirant ou se défiant les uns les autres de répéter le même processus.
- Book bucket challenge : une variation du célèbre Ice Bucket Challenge. Le phénomène est devenu viral sur les médias sociaux entre août et septembre 2014[78]. Alors que le Ice Bucket Challenge invitait ses participants à renverser un seau de glace sur leur tête en soutien à l'association ALS, le Book Bucket Challenge invite quiconque à partager sur les réseaux sociaux le titre des dix livres les ayant le plus inspirés ou à donner des livres aux personnes dans le besoin.
- Birdbox Challenge : ce défi est tiré du film Bird Box sorti le 21 décembre 2018[79]. Il consiste, comme dans le film, à se déplacer les yeux bandés d'un point A à un point B. Un premier accident a été déploré aux États-Unis[80], où une jeune femme a pris le volant et percuté une autre voiture.
- Charlie Charlie Challenge : rituel nécessitant l'utilisation d'une planche ouija durant lequel l'esprit d'un démon mexicain fictif, nommé Charlie, est invoqué à l'aide de deux crayons de papier disposés en forme de croix, et des mots « yes » et « no » écrits sur une feuille dans un carré. Les utilisateurs de médias sociaux ont commencé à faire circuler leurs vidéos où les crayons bougeaient vers le mot « yes » alors qu'ils demandaient si le démon était là[81].
- Cinnamon challenge : un challenge devenu viral sur Internet. L'objectif est de se filmer en train d'avaler une cuillère à café de cannelle moulue en moins de soixante secondes, sans rien boire, puis de publier la vidéo en ligne[82]. Le défi est difficile et porteur de risques substantiels sur la santé dans la mesure où la cannelle recouvre et assèche la bouche et la gorge, pouvant entraîner toux, étouffement, vomissement et l'inhalation de cannelle, menant ainsi à des irritations de la gorge, des difficultés respiratoires et un risque de pneumonie ou d'atélectasie pulmonaire[83].
- Condom challenge : devenu viral sur Internet, ce challenge consiste à insérer un préservatif en latex dans une narine et de l'aspirer jusque dans la cavité nasale et à travers la gorge pour enfin le ressortir par la bouche. L'expression « condom challenge » s'est répandue pendant le même mouvement de popularité du cinnamon challenge en mai 2012, mais l'idée est antérieure de plusieurs années, et les premières vidéos datent au moins de 2007[84]. Le défi a pris une portée virale en avril 2013, lorsque le blog vidéo WorldStarHipHop (en) poste une vidéo de deux jeunes femmes relevant le défi : s'ensuivent plusieurs autres personnes postant leur propre vidéo du challenge. Un second condom challenge s'est créé et consiste à remplir un préservatif d'eau, le nouer, et de le lâcher au-dessus de la tête de quelqu'un : soit le préservatif explose, soit il englobe la tête de la personne du fait de l'adhérence du latex.
- Fire Noodle Challenge : ce défi a été lancé sur la chaîne YouTube Korean Englishman (en) en 2014. Josh Carrott, le principal animateur de la chaîne, a défié ses amis britanniques pour voir lesquels d'entre eux parviendraient à finir le plus rapidement ces nouilles, sans boire aucune boisson pour se rafraîchir. Ce défi a assuré la renommée mondiale des Buldak ramen, une gamme de nouilles instantanées sud-coréennes très épicées[85],[86],[87]
- Ice and Salt Challenge : devenu viral sur Internet, ce challenge consiste à étaler du sel sur sa peau, puis à presser un glaçon dessus le plus longtemps possible. Il en résulte une sensation de froid extrême difficilement supportable, et de graves brûlures de la peau.
- Jeu de la virgule : Ce défi consiste à asséner des coups secs à une personne sur la nuque quand elle ne s’y attend pas, généralement en la filmant, en vue de diffuser sa réaction de surprise sur les médias sociaux.
- Mannequin Challenge : consiste à se filmer en tenant une position figée, de préférence improbable.
- Neymar Challenge : consiste à se rouler par terre et simuler une forte douleur dès qu'une personne crie « Neymar ! ». Le phénomène apparaît après les nombreuses simulations du footballeur durant la Coupe du monde 2018[88].

## Images

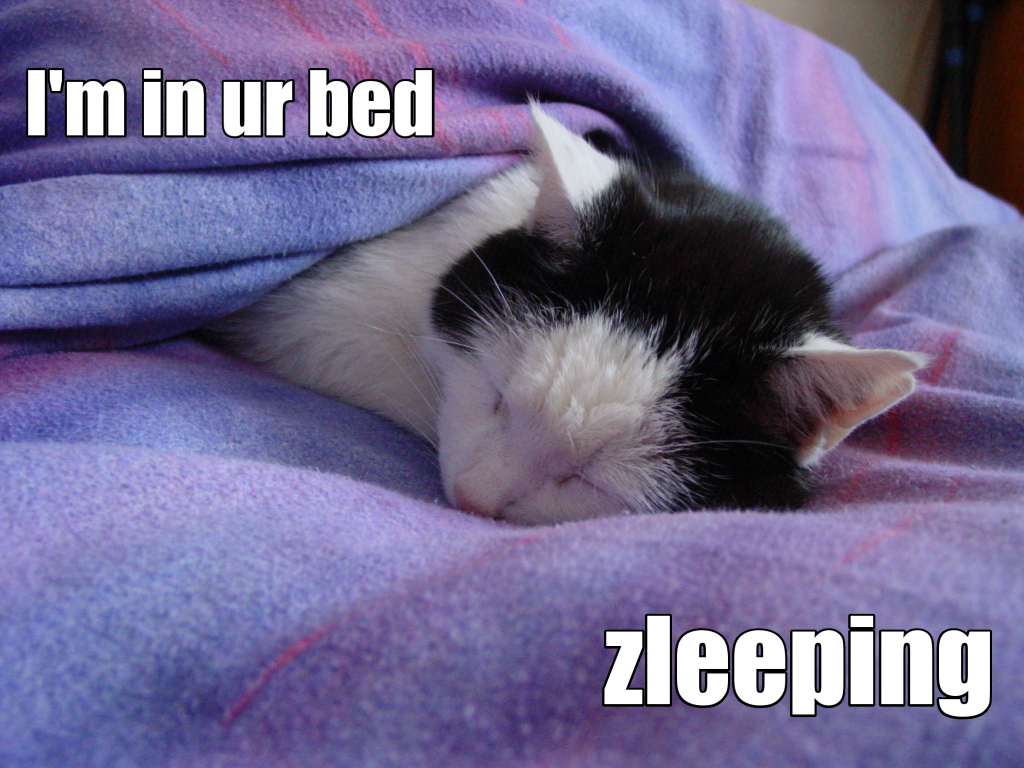
Un lolcat typique (traduction : « J'suis ds ton lit, j'dors »).

- Chats-musants (lolcats en anglais) : une manière typique et très codée de sous-titrer avec une grammaire particulière une image présentant un chat dans des situations extravagantes, et par extension toutes sortes d'animaux, participant à des scènes parfois récurrentes.
- Facepalm : images de divers personnages célèbres faisant le geste consistant à apposer une main à son front pour occulter à son propre regard un spectacle affligeant ou un propos particulièrement stupide ; la plus connue est celle du capitaine Jean-Luc Picard (Patrick Stewart) dans la série Star Trek : The Next Generation.
- NOM NOM NOM : images souvent retouchées avec des yeux et une bouche rajoutés, donnant l'illusion d'y voir une créature en train de manger. Il s'agit d'une référence à Macaron le glouton de l'émission pour enfants 1, rue Sésame[89].

Ce mème est repris dans le jeu vidéo Team Fortress 2 de Valve, lorsque le personnage du « Heavy » mange un sandwich (« sandvich »).
- Mème du petit ami distrait : un mème qui tire son origine d'une image réalisée en 2015 où l'on voit un homme se retourner en sifflant au passage d'une femme habillée en rouge, le tout sous le regard indigné de sa petite amie qui lui tient la main.
- Raptor Jesus : photomontage entre une tête de vélociraptor et une image de Jésus dont la première recherche remonte au 11 septembre 2005 selon Google Insights (en)[91],[92],[93].
- La Robe : photographie d'une robe, devenue virale lorsque les internautes se trouvèrent en désaccord quant aux couleurs des rayures de la robe : noires et bleues pour les uns, blanches et dorées pour les autres.

## Cinéma et télévision

### Cinéma
- Le « Jeremiah Johnson Nod of Approval » (en français, le « Hochement de tête d'approbation de Jeremiah Johnson »), une image animée au format GIF de l'acteur Robert Redford tirée du film Jeremiah Johnson (1972) montrant son personnage hocher la tête, devenue par la suite un mème de réaction/une macro d'image largement utilisée sur les réseaux sociaux[94],[95].
- Plusieurs scènes du film Network (1976) de Sidney Lumet, en particulier la tirade « I'm as mad as Hell and I'm not going to take it anymore! », et « You will atone! ».
- Dans Taxi Driver (1976) de Martin Scorsese, la scène où Travis Bickle (Robert De Niro) mime devant un miroir une confrontation avec un individu imaginaire, répétant la fameuse réplique : You talkin' to me?. Cette scène, improvisée à l'origine, sera reprise par Vincent Cassel dans le film La Haine de Mathieu Kassovitz (« C'est à moi qu'tu parles là ?! ») et abondamment parodiée depuis.
- Dans L'empire contre-attaque (1980) d'Irvin Kershner, de la franchise Star Wars, avec la réplique « Luke, I am your father » (« Luke, je suis ton père »), une version déformée de celle dite par Dark Vador (dans le film, Vador dit, en réponse à une affirmation de Luke comme quoi il a tué son père : « Non. Je suis ton père »).
- Dans Spinal Tap (1984) de Rob Reiner, plusieurs scènes ont fait l'objet de mèmes, en particulier celle où le personnage du guitariste Nigel Tufnel (Christopher Guest) présente son amplificateur pour guitare électrique en insistant jusqu'à l'absurde face au documentariste perplexe, du nom de Marti DiBergi, sur sa particularité d'être gradué « jusqu'à 11 » alors que les amplificateurs sont généralement gradués jusqu'à 10, ce qui impliquerait qu'il soit forcément plus puissant. L'expression « up to eleven » est passée dans le langage courant[96].
- Dans Hitman le Cobra (aussi connu comme Le Terroriste, 1987) de Godfrey Ho, un film d'action de série Z réalisé à Hong Kong, qui est décrié sur YouTube et sur certains sites web (notamment Nanarland) pour son mauvais jeu d'acteur, son scénario aux connotations racistes, anti-japonaises et sa traduction en français de piètre qualité (sonore et narrative) donnant lieu à des discours graveleux et non-sequitur (l'un des échanges les plus connus étant : « –Phillip ! Je sais où tu te caches ! Viens ici j'te bute, enculé ! / –Ta Gueule ! Viens ici sale enculé ! / –Salaud ! »)[97].
- Dans le film parodique La Classe américaine (1993) de Michel Hazanavicius et Dominique Mézerette, la réplique du personnage d'Orson Welles : « Pas mal, non ? C'est français. » devient un mème en France dans les années 2010[98].

En 2024, le premier ministre français Gabriel Attal emploie cette réplique afin de vanter l'attractivité économique du pays, sa croissance et la baisse de ses émissions de gaz à effet de serre,.
- Dans Le Seigneur des anneaux : La Communauté de l'anneau (2001) de Peter Jackson, la réplique « They're Taking the Hobbits to Isengard (en) » de l'elfe Legolas (Orlando Bloom), remixée dans une vidéo virale où Legolas répète en boucle la phrase[101].
- Dans La Chute (2004) de Oliver Hirschbiegel, la scène de colère du personnage d'Adolf Hitler : l'humour des parodies provient de l'ajout de faux sous-titres sur la vidéo d'un extrait du film en version originale allemande, ces sous-titres évoquant généralement des enjeux dérisoires (sortie d'un nouveau jeu, d'un matériel informatique très attendu, problème précis avec un jeu, etc.) sans aucun rapport avec le contexte d'origine du film et totalement anachroniques (l'une de ces parodies a d'ailleurs évoqué ce même mème, de façon auto-référentielle), avec parfois une recherche d'adéquations homophoniques (doublage) visant à en accentuer la vraisemblance. Si le réalisateur Oliver Hirschbiegel s'est montré bienveillant envers ce phénomène, le producteur du film a demandé le retrait de ces parodies des sites d'hébergement vidéo[102]. Après avoir retiré les vidéos dans un premier temps, YouTube est revenu sur cette décision, invoquant la notion de fair use[103] (en français, droit de caricature, d'illustration et de « citation raisonnable »).
- Dans Star Wars, épisode III : La Revanche des Sith (2005) de George Lucas, le personnage de Dark Vador s'exclame « Nooooooooon ! » ; déjà incongrue en soi, cette réplique a été sous-titrée « Do not want » (« Ne veut pas ») dans une version piratée chinoise du film (qui contient de nombreuses autres erreurs de traduction) ; cette formulation « Do not want », particulièrement maladroite, a été reprise dans de nombreux photomontages parodiques[104].
- « This is Sparta! » : un mème consistant à incruster la tête du roi de Sparte, Leonidas, provenant du film 300 (2006) de Zack Snyder dans des images ou des vidéos accompagnées d'une version souvent modifiée de la phrase, notamment le morceau techno Sparta Remix, dont l'instrumental a été à son tour repris dans d'autres vidéos[105],[106]. La phrase « Tonight, we dine in Hell! »[107] prononcée par le même personnage dans ce film a également été parodiée.
- Dans Godzilla Resurgence (2016) de Hideaki Anno et Shinji Higuchi, la seconde forme du roi des monstres (appelée Kamata kun) est devenu une star Internet du fait de son design numérique jugé ridicule.
- L'euphémisation des mots orduriers de films ou séries dans des versions éditées pour la télévision provoque un effet comique involontaire[108]. Par exemple, la réplique issue du film Des serpents dans l'avion (2006) de David R. Ellis, « I’ve had it with the motherfucking snakes on this motherfucking plane », devient en version censurée « I've had it with these monkey fighting snakes on this Monday-to-Friday plane! » ; ou encore dans The Big Lebowski (1998) de Joel Cohen : « See what happens when you fuck a stranger in the ass » devient « See what happens when you find a stranger in the Alps »[109].

### Télévision
- Plusieurs sketches des Monty Python (de l’émission Monty Python's Flying Circus, 1969), notamment celui qui a popularisé le mot « spam » dans son acception actuelle.
- Le personnage de la marmotte du spot de publicité[110] pour le chocolat de la marque Milka, diffusé à la télévision française en 1998 où l'on voit un homme qui observe à la dérobée la marmotte, mascotte de la marque, emballer du chocolat. Il va raconter cette scène à son épouse en disant : « Et la marmotte, elle met le chocolat dans le papier d'alu ! » L'épouse, incrédule, lui répond d'un air désabusé : « Mais bien sûr ! ». La phrase est devenue l'équivalent de répondre qu'on ne croit pas aux dires de la personne, un l'équivalent au terme « Mon œil ! ».
- Le personnage de Jack Bauer dans la série 24 a fait l'objet de listes de hauts-faits et d'aphorismes, sur le modèle des Chuck Norris Facts. Par ailleurs, une séquence de la deuxième saison de la série, montrant sa fille Kim Bauer poursuivie par un cougar a été abondamment parodiée. La fréquence avec laquelle le héros prononce certains jurons d'une voix rageuse (« Son of a bitch! », « Damn it! ») ou certaines répliques récurrentes (« Where is the bomb?! ») ont par ailleurs fait l'objet de drinking games (jeux à boire)[111].
- L'acteur Mister T. et sa réplique récurrente « I pity the fool! » (« J'ai pitié de l'idiot »), prononcée à l'origine par son personnage de Clubber Lang dans le film Rocky 3 (1982), ainsi que la vidéo éducative de Mister T., Be Somebody (Or Be Somebody's Fool) (1984) involontairement comique, en particulier le segment « Treat your mother right » consistant en un rap dédié aux mères, empreint de dévotion et interprété avec le plus grand sérieux[112]. Par ailleurs, la réplique récurrente de son personnage de Barracuda dans la série L'Agence tous risques (The A-Team), « Quit your jibber-jabber! », a également été reprise.

## Sport
- Le coup de tête du footballeur français Zinédine Zidane contre l'italien Marco Materazzi lors de la Coupe du monde de football de 2006[113].
- « I did not move! » de Jon Drummond. En 2003, lors des championnats du monde d'athlétisme à Paris, le sprinteur Jon Drummond est disqualifié en quart de finale du 100 m pour un faux départ. Contestant cette décision, Drummond répète plusieurs fois qu'il n'a pas bougé[114]. Il retarde alors le départ des autres courses pendant près d'une heure, refusant de quitter la piste.
- Les retrouvailles entre les deux footballeurs et ex-coéquipiers Marco Reus et Robert Lewandowski en mai 2015, à l'occasion d'un Klassiker. Des vidéos montrant les deux joueurs se fixant de façon complice sont relayées sur le web, avec régulièrement en fond sonore la musique See You Again de Wiz Khalifa et Charlie Puth.
- Le quintuplé du footballeur polonais Robert Lewandowski en 2015 contre l'équipe du VfL Wolfsburg, notamment du fait de son temps de réalisation express (cinq buts inscrits par Lewandowski en 9 minutes seulement après son entrée en jeu) et aux réactions provoquées par cet exploit, notamment celle du coach du Bayern Munich de l'époque, Pep Guardiola[115]. La réaction de Guardiola sera utilisée sur Internet comme sticker par de nombreux amateurs de football.
- Le léchage de babine du footballeur brésilien Ronaldinho, alors joueur de l'AC Milan lors du match en 2010 au stade San Siro contre l'équipe de Manchester United.

## Jeux vidéo

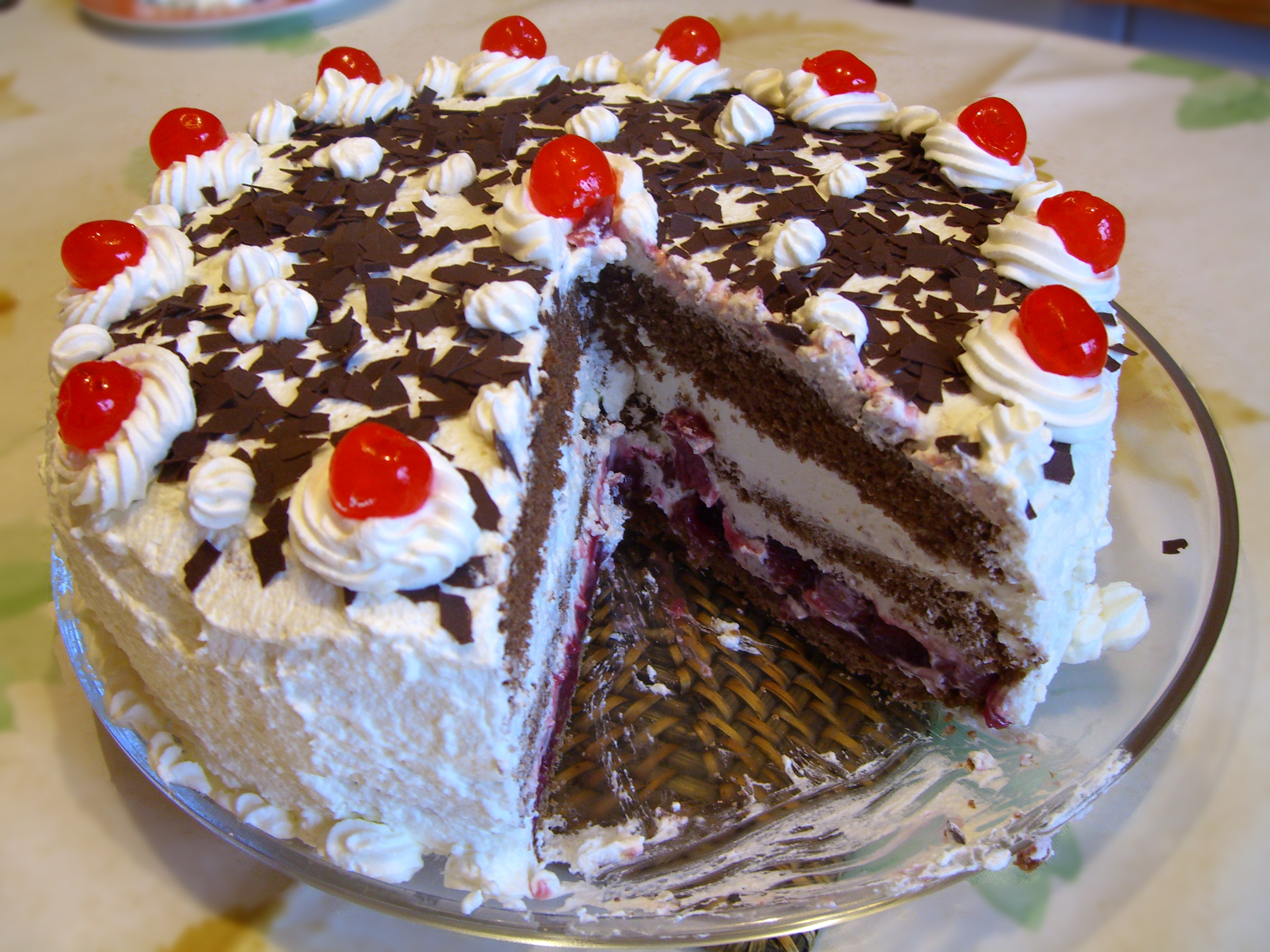
Le mème « The cake is a lie », basé sur la fausse promesse d'une forêt-noire comme récompense dans le jeu vidéo Portal, est popularisé après la sortie du jeu.

- All your base are belong to us[116] : phrase issue du jeu Zero Wing, mal traduite du japonais à l'anglais.
- Leeroy Jenkins : le personnage d'un joueur de World of Warcraft, devenu populaire à la suite de la diffusion sur Internet d'un extrait vidéo d'une partie dans laquelle Leeroy entraîne la perte de ses compagnons par son action irréfléchie et subite. Il s'avère que la vidéo a été mise en scène.
- Do a barrel roll! (« Fais un tonneau ! ») : réplique aléatoirement prononcée par le personnage Peppy Hare (interprété par le doubleur canado-américain Rick May (en)) dans le rail shooter Lylat Wars (aussi connu sous le nom de Star Fox 64 en Amérique du Nord). L'expression a pris le sens de « Fais quelque chose d’inutile si tu ne peux pas faire mieux »[117]. Celle-ci est surtout utilisée lorsque le joueur se trouve dans une situation délicate et qu'il n'a plus ou presque plus de chances de s'en sortir.

## YouTube
- Cortex, (de son vrai nom Sébastien Gozlin), rappeur et vidéaste, qui a fait le buzz pour ses clashs contre de nombreuses personnalités dont des personnes célèbres, comme Norman et Cyprien (dont ce dernier lui consacre une réponse à ses clash sous forme de slam), ainsi que contre Marine le Pen, auquel cette dernière le poursuivra devant les tribunaux pour des insultes et menaces à son encontre[118].
- Rémi Gaillard : un auteur de vidéos de prouesses footballistiques ou de happenings effectués en tenues de déguisement. Ces vidéos ont été vues au total plus d'un milliard de fois[119].
- Mozinor : un auteur de vidéos de détournements d'extraits de films connus du public francophone.
- Le YouTube drama : phénomène inspiré de la presse à scandale aux États-Unis destiné à raconter des histoires sensationnelles sur les vidéastes. La chaine Drama Alert est la plus connue avec plus de 3 millions d'abonnés[120].

## Twitter
Grâce aux hashtags, des événements du quotidien sont souvent parodiés sur Twitter (devenu X). Cette liste n'est pas exhaustive : 
- En février 2016, la découverte du plagiat de sept vidéos par le vidéaste MathPodcast déclenche la création du hashtag « #MathPodcastPlagiat »[121].
- Le 31 mai 2017, Donald Trump a tweeté Malgré la [covfefe] négative constante de la presse, et s'est arrêté[122]. Le tweet a été supprimé quelques heures plus tard. Le même jour, le président américain a noté que le libellé du tweet était intentionnel. Le tweet a attiré beaucoup d'attention dans les nouvelles et les réseaux sociaux, devenant rapidement un phénomène viral. Au cours des 24 heures qui ont suivi le tweet de Trump, le hashtag #covfefe a été utilisé en ligne 1,4 million de fois[123]. Au matin du 31 mai, le tweet de covfefe a été retweeté plus de 105 000 fois et a enregistré 148 000 likes - c'est ainsi que le mème Internet viral  #covfefe est né[124]. Le mot «covfefe» est venu pour être associé aux gaffes et aux erreurs dans les médias et dans les réseaux sociaux par Donald Trump et d'autres personnalités publiques.
- Le meme de Nagui mutilateur de chevaux : En septembre 2020 à la suite d'un tweet humoristique la rumeur comme quoi l'animateur de télévision Nagui est lié aux mutilations d'équidés en France en 2020 a été repris dans la presse comme une fake news et est devenue une blague absurde récurrente[125].
- En novembre 2022, Arkunir, un streamer français, obtient un ratio deux fois plus élevé que Elon Musk (« ratio » es un concept humoristique qui consiste à répondre à une publication sur Twitter/X dans le seul but d'obtenir plus de likes que la publication d'origine, généralement afin de montrer l'impopularité de celle-ci).

## Facebook
Les très nombreux groupes Facebook de « neurchis » diffusent des mèmes selon plusieurs catégories : chats, commentaires, faits divers, harcèlement, etc..

## En France
Plusieurs Français se sont illustrés en accédant à la notoriété grâce à Internet, ou en lançant des mèmes.
- La Chanson du dimanche : deux musiciens français qui postent une chanson tous les dimanches pendant plusieurs années, avec des mélodies entrainantes, une orchestration récurrente (clavier/guitare) et des paroles humoristiques, engagées ou poétiques.
- Kamini : un rappeur français qui a profité d'Internet pour rendre célèbre son village natal de Marly-Gomont à travers un morceau de « rap rural » plus ou moins parodique, détaillant sa vie de jeune noir épris de rap urbain dans un petit village campagnard ; le contraste avec le contexte habituel du rap (quartiers populaires densément peuplés des grands centres urbains) et l'instrumentation rudimentaire confèrent au morceau un caractère intentionnellement pittoresque et décalé. Des habitants du village apparaissent dans le vidéoclip amateur, bien que les paroles soient par endroits très acerbes (« Y'a pas d'bitume là-bas c'est qu'des pâtures / Mais ça n'empêche que j'ai croisé pas mal d'ordures »). Le journaliste Jean-Pierre Pernaut, cité dans la chanson, l'évoque dans son journal télévisé, ce qui contribue à accroître la popularité de la vidéo.
- Mickaël Vendetta : un individu qui, grâce au buzz orchestré par une agence de publicité, arrive à accéder à la notoriété, notamment grâce à un blog suivit d'émissions de télévision où il expose sa vision caricaturale de la vie en prônant la « bogossitude »[127].
- 10 minutes à perdre : un collectif d'humoristes (comprenant notamment Gael Mectoob & Baptiste Lorber, plus tard connu sous le duo Bapt & Gaël) qui animait un site Internet présentant des informations insolites et des vidéos humoristiques. L'équipe du site a brièvement animé un programme court sur Canal+ en 2012, mais n'a pas rencontré son public à la télévision[128].
- Nabilla Benattia : une personnalité issue du monde de la « télé-réalité », connue entre autres pour sa phrase : « Allô ? Nan, mais allô quoi ? » prononcée lors de l'émission Les Anges de la téléréalité sur NRJ 12 en janvier 2013. L'expression, déjà connue du jeune public, devient culte, et est utilisée pour exprimer une incrédulité face à une situation jugée incongrue ou dénotant d'une inadéquation avec les normes sociales (comme dans la séquence d'origine où l'intéressée fustigeait « une fille qui n'a pas de shampooing », selon elle aussi aberrant qu'« une fille qui n'a pas de cheveux »).
- Baptiste Moirot : en 2017 alors qu'il est encore lycéen, Baptiste Moirot, connu sur Internet simplement sous le nom de Baptiste réalise un live Facebook durant lequel il met le feu à un mug à l'aide de kevlar, puis se fait surprendre par son frère et sa mère. La vidéo devient virale sur internet, notamment grâce à la phrase "Mais t'es pas net Baptiste" prononcée par la mère. Baptiste est depuis un mème récurrent sur l'internet francophone, et fait parfois quelques apparitions que ce soit sur internet où à la radio.
- Meryem Benoua : une invitée de l'émission de télévision C'est mon choix venue pour évoquer sa phobie des cafards, et qui s'écrie en réponse à une moquerie : « Je suis pas venue ici pour souffrir, ok ? »[129],[130],[131].
- Le magazine Les Inrockuptibles relève qu'en 2017 Henry de Lesquen « est devenu une usine à mèmes, et l'emblème des jeunes d'extrême droite » sur Internet[132].
- Anne-Sophie Bajon, dite La Bajon : auteur de sketches sur YouTube où elle obtient une certaine notoriété en pleine affaire Fillon.
- Amine Mojito : un individu ayant fait le buzz sur les réseaux sociaux en 2016 où il publiait des vidéos de lui en train de fouetter des femmes ; par la suite attaqué en justice pour « provocation à la haine ou la violence » contre les femmes[133].

### Podcasts vidéo
Les podcasts (nom utilisé par abus de langage en référence à l'iPod d'Apple) sont des vidéos dans lesquels une personne se filme et évoque avec humour un sujet quelconque. Les vidéastes Cyprien et Norman sont les pionniers dans ce domaine en France. De nombreux autres amateurs ont suivi cette mode.

## Autres
- Captain Obvious (en français : « Capitaine évident ») : un super-héros parodique qui n'intervient que pour énoncer des lapalissades, autrement dit une évidence. À l'origine, ce terme est utilisé en réponse ironique à une personne qui explique quelque chose que tout le monde a déjà compris (en répondant « Merci Captain Obvious »). Le personnage a depuis pris forme, une bande dessinée parodique lui étant consacrée[134],[135].
- Slender Man : un monstre humanoïde sans visage portant un costume-cravate et de longs membres filiformes (parfois représenté avec des tentacules). Apparu pour la première fois via des photomontages publiés sur le site humoristique nord-américain SomethingAwful.com, sa popularité a permis à un jeu vidéo indépendant d'être créé, le personnage de Slender Man y étant le principal antagoniste.
- « Consequences will never be the same », « You dun goofed » et « I'm calling the Internet police » : des paroles prononcées par le père de l'adolescente Jessi Slaughter contre des internautes qui se moquent de sa fille[136].

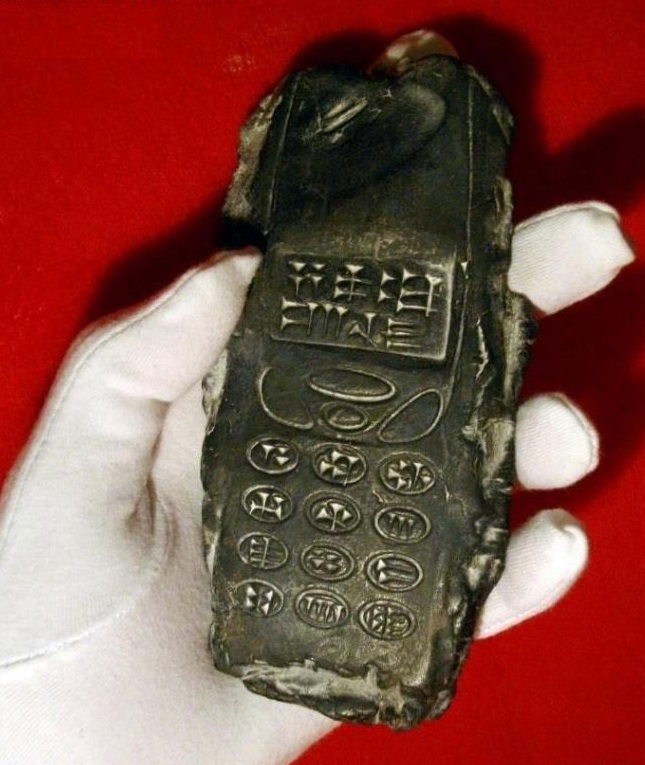
Le Babylonokia.

- Babylonokia : photo d'une œuvre d'art en argile représentant un téléphone portable avec des signes d'écriture cunéiforme ; certains sites web conspirationnistes ont repris l'image en affirmant que ce téléphone était prétendument âgé de 800 ans et aurait été trouvé en Autriche. Certains titres de presse reprirent cette fake news.
- L'Oncle du bus, une vidéo virale d'une scène de bus à Hong Kong.
- « Fuck her right in the pussy (en) » (« Baise-la directement dans la ch...e ») : phrase graveleuse dite par un individu qui intervient dans plusieurs reportages télévisés en direct en lâchant cette formule avec la plus grande décontraction, ce qui sidère les journalistes présents qui se confondent ensuite en excuses[137].
- « A man holding this cucumber » (« Un homme qui tient un concombre ») : une photo popularisée sur Reddit représentant un homme dans un potager tenant à la main un concombre en forme de point d'interrogation, détournée sous forme de sceptre, arme ou l’emblème de l'Homme Mystère de la franchise Batman et d’autres personnages[138].
- « Unpopular opinion », un internaute qui publie un post ou une vidéo dans lequel il propose un avis personnel clivant[139].
- En 2020, lors de la pandémie de Covid-19 qui entraîne le confinement à leur domicile d'une grande partie des habitants de la planète, une vidéo d'une danse funéraire ghanéenne, surnommée « coffin dance », est détournée au moyen de l'ajout d'un morceau de musique électronique. Ce mème se diffuse mondialement : il est utilisé pour illustrer l'imminence de la mort, symbolique ou non[140].